# Mariene ecoregio Amundsen/Bellingshausenzee
De Mariene ecoregio Amundsen/Bellingshausenzee (228) (Engels: Amundsen/Bellingshausen Sea marine ecoregion) is een biogeografische regio en ligt in de Zuidelijke Oceaan in de Mariene provincie Continentaal Hoog Antarctica (61) in het Marien rijk Zuidelijke Oceaan. De mariene ecoregio is vastgesteld door het World Wide Fund for Nature en The Nature Conservancy en is vernoemd naar de Amundsenzee en de Bellingshausenzee.
In het oosten grenst het gebied aan de mariene ecoregio Antarctisch Schiereiland (223), in het noordoosten aan de mariene ecoregio Peter I-eiland (218) en in het westen aan de mariene ecoregio Rosszee (229).

## Geografie
De mariene ecoregio ligt in de Zuidelijke Oceaan voor de kust van Marie Byrdland en Ellsworthland van Antarctica in West-Antarctica. Het gebied ligt tussen de Rosszee en het Antarctisch Schiereiland en omvat onder andere de wateren rond de eilanden Siple-eiland, Carneyeiland, Thurstoneiland, Smyley Island, Spaatz Island, Latady Island en de uiterste zuidwestkust van Alexandereiland.
Door het gebied stroomt voor de kust de oostenwinddrift.

## Biogeografie
Het gebied kent zeeleven dat houdt van arctische temperaturen.